# Giuseppe Rapisardi
Giuseppe Rapisardi (Catane, 15 janvier 1799 -  8 avril 1853) est un peintre italien  qui fut actif au XIXe siècle.

## Biographie
Giuseppe Rapisardi a été un élève de Matteo Desiderato mais son expressivité artistique s'en éloigna rapidement. Il réalisa de nombreux portraits (plus de 30), des toiles et des fresques à sujets sacrés et historiques. Son art s'apparente aux canons stylistiques du néoclassicisme de tendance romantique.
Il travailla beaucoup à Catane et dans ses environs. Dans ses œuvres il était enclin à insérer des images de l'Etna vu dans l'angle du paysage. Il a notamment peint des fresques pour le palais de Ronaldo Costamagna, riche marchand de Catane.
Le peintre Giuseppe Sciuti fut un de ses élèves. Son fils Michele continua son œuvre.
Giuseppe Rapisardi signait ses œuvres du nom de Giuseppe Rapisarda.

## Œuvres
- Acireale (Province de Catane)
  - Fresque de la voûte, Chiesa dell'Oratorio dei Padri Filippini[2].

- Adrano
  - Santa Lucia condotta al supplizio, Chiesa di santa Lucia[3].
  - Timoleone ringrazia il dio Adrano per la vittoria su Icete, sipario du Teatro Bellini.
- Catane
  - Fresques de la coupole, église de San Giuliano, Catane[4].
  - Estasi di S. Giuseppe da Copertino, église San Francesco d'Assisi all'Immacolata[5].
  - Autoportrait avec famille, Château d'Ursino, Catane[6]
- Giarre
  - Madonna del Rosario, église de Sant'Isidoro Agricola[7].
  - Transito di San Giuseppe, église de Sant'Isidoro Agricola[7].
- Mascalucia
  - SS. Vito e Artemia, église de San Vito martire[8].
- Santa Maria di Licodia
  - Sacra Famiglia, église del Santissimo Crocifisso, Santa Maria di Licodia.
- Trecastagni
  - Maria SS. delle Grazie, Sanctuaire dei Santi Alfio, Filadelfo et Cirino martiri[9].
  - Apoteosi dei SS. Martiri, Sanctuaire dei Santi Alfio, Filadelfo et Cirino martiri[9].
- Zafferana Etnea
  - Madonna della Provvidenza, église de Santa Maria della Provvidenza[10].

## Sources
- (it) Cet article est partiellement ou en totalité issu de l’article de Wikipédia en italien intitulé « Giuseppe Rapisardi » (voir la liste des auteurs).